# Georg z Hesji-Darmstadt

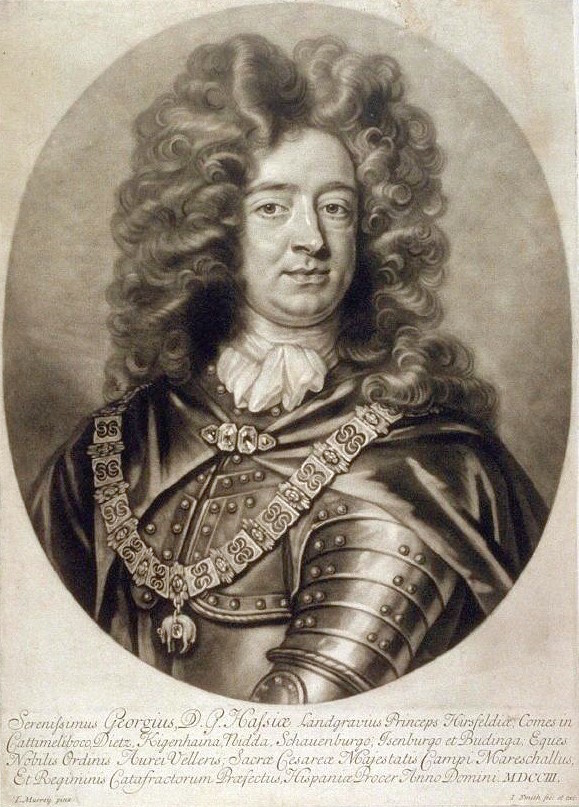
Georg z Hesji-Darmstadt w 1703 roku

Książę Georg z Hesji-Darmstadt (ur. w 1667 w Darmstadt, zm. 14 września 1705 w Barcelonie) był heskim księciem i wojskowym, bratem Ernesta Ludwika, landgrafa Hesji Darmstadt.
Znany jest głównie stąd, że jako feldmarszałek cesarski Georg von Hessen-Darmstadt na czele wojsk austriackich, w skład których wchodziło też wielu Hesów, w tym jego młodszy brat książę Heinrich, zdobył dla Brytyjczyków twierdzę Gibraltar. 4 sierpnia 1704 po sześciu godzinach ostrzału z morza przez flotę holendersko-brytyjską admirała Sir George’a Rooke (1650-1709) wojsko desantowe w liczbie 1.800 żołnierzy zdobyło miasto i objęło je w posiadanie w imieniu Karola III, króla Hiszpanii.
W 1685 roku wraz z Ernestem Ludwikiem wyruszył w Grand Tour po Francji i Szwajcarii. Głównym celem był Paryż i dwór Ludwika XIV w Wersalu. Po powrocie z podróży, Georg zdecydował się na karierę w armii cesarskiej. 26 czerwca 1687 roku Cesarz Leopold I Habsburg udzielił mu stosownej audiencji.
Georg walczył pod Eugeniuszem Sabaudzkim przeciw Turkom (bitwa o górę Harsány niedaleko Mohacza). W 1687 roku razem z Elektorem Bawarskim Maksymilianem powrócił do Wiednia, gdzie przeżył atak febry. W 1688 roku powrócił do Darmstadt, gdzie panował już jego brat. Szybko jednak znalazł sobie nowe zadanie. Walczył w Grecji, w armii generalnego kapitana Francesco Morosiniego, który po oblężeniu przez turecką armię (1666-1669) zdążył już stracić już kreteńską Kandię. W 1688 roku za zgodą Ernesta Ludwika przeprowadzono zaciągi Hesów do służby wojskowej na terenie Landgrafstwa, Kolonii i Frankfurtu. Był to już drugi pułk księcia Georga, ponieważ pierwszy „podarowała” mu jeszcze regentka Elżbieta. Nowy pułk liczył 1.000 żołnierzy, wraz z kompanią grenadierów dowodzona przez księcia Sachsen-Meiningen Bernharda I (1649–1706), syna Ernesta I von Sachsen-Gotha i brata Elżbiety Doroty. 12 maja 1688 roku oddział zgrupował się w Darmstadt. Książę Fryderyk Karol Wirtemberski (1652-1697), również w służbie cesarza, przemusztrował oddział nad Morzem Adriatyckim i przekazał Republice Weneckiej. W lipcu rozpoczęły się walki z Turkami, z rąk których odbito twierdzę Negroponte (dziś Chalkida w Eubei). Broniąc jej zginęło 1500 Turków, a atakujących Chrześcijan zaledwie setka. Samego miasta jednak nie zdobyto, gdyż w szeregach oblegających wybuchła zaraza, której ofiarą padł sam dowódca wyprawy Otto Vilhelm von Königsmarck (1639-1688) zmarły na swym statku.
Uznanie przyniosła mu zręczna obrona Barcelony (maj 1696) przed Francuzami. W pewnym momencie wielodniowych zmagań (1 czerwca) został zaatakowany przez przeważające siły Francuskie samemu dysponując jedynie 2.000 piechoty i 2.500 kawalerii. Wówczas ubiegł atak wrzynając się brawurową szarżą w szeregi kawalerii wroga, którym to czynem zachwycał się kataloński historyk Antonio de Bofarull (1821-1892). Bofarull przyczynił się do powstania legendy o dzielnym darmsztadzkim księciu (El Princep Jordi), przyjacielu Katalończyków i wrogu Francuzów, która jest żywa do dziś.
Od września 1701 do lutego 1702 roku, Georg von Hessen-Darmstadt przebywał w Landgrafstwie. Zawsze był bardzo zżyty z całą swą rodziną. Między wielkim wodzem a landgrafem Ernestem Ludwikiem panowały wzorowe braterskie stosunki, choć pewną niezręczność powodowały wysokie wydatki Georga, który po wyjeździe z Darmstadt odwiedził matkę w Butzbach. Georg poszukiwał w zamku domniemanego skarbu, jaki mieli w nim zakopać poprzedni władcy. Landgraf nie miał nic przeciwko tym fanaberiom dawno nie widzianego krewnego, zwłaszcza że sam był miłośnikiem tajemnic, chociaż od polowania na skarby przedkładał alchemię.
W lutym Georg pojechał przez Frankfurt do Londynu, by zameldować swą gotowość wzięcia udziału w austriacko-brytyjskiej operacji wojskowej w Hiszpanii. Jako wojskowy reprezentant cesarza Leopolda często rozmawiał z Wilhelmem III, a po jego śmierci wskutek upadku z konia 19 marca 1702 roku, z królową Anną (pan. 1702-1714). Celem miał być Kadyks, gdzie 160 okrętów wyładowało 26 sierpnia 13.800 ludzi. Atak, jak wiemy, nie powiódł się, wojsko brytyjsko-austriacko-holendersko-heskie zaczęło za to plądrować okolice Kadyksu. Książę nie mógł nic na to poradzić, ponieważ w plądrowaniu brał udział nawet jego adiutant Steinwehr. Jednocześnie armia była atakowana przez partyzantów. Doszło wkrótce do ostrej wymiany zdań między Hesem a angielskim dowódcą Jamesem Butlerem 2. księciem Ormonde (1665-1745). Anglik zarzucił swemu sprzymierzeńcowi, że jego przekonanie o prohabsburskim nastawieniu Hiszpanów nie odpowiada prawdzie. W odpowiedzi usłyszał uwagi o niewłaściwym rozdysponowaniu przez Ormonde’a oddziałów szturmujących twierdzę, wskutek czego szturm był bezskuteczny. Angielskie zniechęcenie przeważyło i flota odpłynęła 20 września 1702 roku. Skargi księcia Georga w Londynie i Hadze doprowadziły do wszczęcia dochodzenia w sprawie postępowania Brytyjczyków, które jak to zwykle bywa, nie wykazało niczego szczególnego. W Londynie przebywał do stycznia 1704 roku jako austriacki reprezentant dyplomatyczny i szef wojsk cesarza w Hiszpanii (od 1703). Miał doprowadzić do tego by Anglia i Holandia uznały Karola Habsburga królem Hiszpanii Karolem III, jak już to uznała bezpośrednio zainteresowana w tej sprawie Austria. W Londynie cieszył się szacunkiem, ze względu na to, że dobrze mówił po angielsku i francusku i umiał załatwiać delikatne sprawy. Był postacią mile widzianą wśród londyńskiej socjety. W roku 1703 John Smith stworzył najbardziej znany miedzioryt przedstawiający księcia. W maju 1703 roku do Londynu przyjechał młodszy brat Georga Heinrich, który w młodości był słabego zdrowia i często popadał w stany depresyjne, dlatego długo wahano się jaki rodzaj kariery byłby dlań odpowiedni. Mimo to Georg przyjął brata do swego sztabu, gdy ten przyjął katolicyzm, czego wymagano w austriackiej armii.
15 września Holandia i Anglia uznały Karola. Georg spełnił więc swą misję. Teraz należało tylko przeprowadzić plan operacji w Hiszpanii. Brytyjski admirał Rooke musiał chroni zagrożone przez Francuzów miasto Nizza, lecz zgodził się „pożyczyć” księciu pewną ilość oddziałów na wyprawę gibraltarską. Było to 1200 Brytyjczyków i 400 Holendrów.
Wkrótce po zdobyciu Gibraltaru musiał go bronić przed hiszpańsko-francuską armią oblężniczą znów doskonale się ze swego zadania wywiązując. Gdy wróg zwinął oblężenie znów objął dowództwo całego kontyngentu i oblegał Barcelonę. Zginął 14 września 1705 roku szturmując Fort Montjuïc (Castell de Montjuïc). Naczelny dowódca brytyjski Charles Mordaunt, 3. hrabia Peterborough (1658-1735) podjechał bliżej, gdy zobaczył ciało księcia leżące na ziemi. On i pozostali świadkowie zdarzenia byli wstrząśnięci. Śmierć brata bardzo przeżył Heinrich. Barcelonę odbito dopiero w kolejnych szturmach. 23 października 1705 roku uroczysty wjazd do niej odbył Karol III. Ciało księcia zabalsamowano i pochowano w sarkofagu w klasztorze Gracia koło Barcelony. Gdy Heinrich wracał z Hiszpanii do Niemiec w 1710 roku jeszcze się tam znajdowało, później nie wiadomo co się z nim działo. W XIX wieku bezskutecznie poszukiwano sarkofagu.
Jego serce chciano przywieźć do Matki do Butzbach, lecz ona nie doczekała się już tego, zmarła bowiem w 1709 roku, a serce było od 1705 roku w posiadaniu Ludwika XIV, który używał tej relikwii jako karty przetargowej. Dopiero w 1711 roku udało się po pewnych perturbacjach przewieźć je do Darmstadt, gdzie zostało ułożone w srebrnej szkatułce w książęcym grobowcu (Fürstengruft) w Stadtkirche.
- Piotr Napierała, Hesja-Darmstadt w XVIII stuleciu. Wielcy władcy małego państwa, Wydawnictwo Naukowe UAM, Poznań 2009, s. 29–33.